# مدرسه و کلیسای ژاندارک
مدرسه و کلیسای ژاندارک مربوط به اوایل دوره پهلوی است و در تهران، حدفاصل خیابان جمهوری، منوچهری، لاله زار و فردوسی واقع شده و این اثر در تاریخ ۲۰ آذر ۱۳۷۹ با شمارهٔ ثبت ۲۹۲۸ به‌عنوان یکی از آثار ملی ایران به ثبت رسیده است.

## تاریخچه
مدرسه ژاندارک جزو مدارسی است که فرانسوی‌ها در ایران تأسیس کرده‌اند. این مدرسه توسط دختران تارک دنیا برای تحصیل دختران ارمنی ایرانی تأسیس شد و در ابتدا به صورت دارالایتام اداره می‌شد. از دوران ناصری به بعد این مدرسه از دختران مسلمان نیز ثبت‌نام به عمل می‌آورد.
در اسناد تاریخی این مدرسه به مدرسه سورها (دختران تارک دنیا) نیز معروف است. با اینکه در بعضی منابع مدرسه ژاندارک همان مدرسه سن ژوزف (تأسیس ۱۲۶۵ هجری شمسی) ذکر شده است که بعدها به ژاندارک تغییر نام داده است ولی براساس اسناد قدیمی این دو مدرسه به موازات یکدیگر فعالیت می‌کرده‌اند و مدرسه ژاندارک ظاهراً قدمت بیشتری دارد. به هر حال این دو مدرسه از سال ۱۳۲۰ هجری شمسی با نام مشترک مدرسه ژاندارک به کار خود ادامه داده‌اند.
بنای مدرسه ژاندارک توسط نیکلای مارکف معمار روس مقیم ایران ساخته شده است. زمین مدرسه متعلق به مشیرالدوله و کنار خانه اوست. معماری مدرسه ترکیبی از معماری ایرانی و اروپایی محسوب می‌شود.

## پیش از انقلاب اسلامی ایران
مدرسه شامل دوره ابتدایی و دوره متوسطه بود. دانش‌آموزان آشوری، ارمنی و مسلمان در کلاس‌های واحد باهم تحصیل می‌کردند. در برخی کلاس ارمنی‌ها فارسی تدریس نمی‌شد هر چند که از سال ۱۳۰۴ بنا به بخشنامه وزارت معارف درس فارسی را به فهرست دروس متفرقه اضافه کرد. معلمان مدرسه اغلب از فارغ‌التحصیلان همین مدرسه بودند. معلمان کلاس‌های فارسی ایرانی و معلمان کلاس‌های فرانسه از دختران تارک دنیا یا همان راهبه مسیحی کاتولیک از فرقه سن ونسان دوپل بودند. این مدرسه از وزارت معارف نیز ماهیانه بودجه‌ای دریافت می‌کرد که در سال ۱۳۰۴ هجری شمسی ۱۰۰ تومان بوده است. همه شاگردان نیمه وقت برنامه کامل آموزش و پرورش ایران را دنبال می‌کردند و نیمه وقت برنامه کامل آموزش و پرورش فرانسه را. بخش فارسی تا کلاس چهارم نظری و اخذ دیپلم متوسطه ادامه داشت، اما برای بخش فرانسوی تنها تا تصدیق کلاس نه مدرک داده می‌شد و پس از آن دوسال مدرک زبان فرانسه سوربن ۱ و ۲ اخذ می‌شد.
برنامه درسی مدرسه در دوره ابتدایی شامل حساب، دیکته، پاک‌نویسی، خیاطی، تاریخ، جغرافیا، معرفه‌الاشیا، ادبیات و فوائدالادب می‌شد. همچنین برنامه درسی دوره متوسطه از دروس ریاضیات (جبر و هندسه)، علوم (شیمی، فیزیک و تاریخ طبیعی) تاریخ (تاریخ عمومی و تاریخ شعرا)، فارسی (دستور و کلیله و دمنه)، حفظ‌الصحه خیاطی و تدبیر منزل تشکیل می‌شد.

## پس از انقلاب اسلامی ایران
پس از انقلاب اسلامی ایران در سال ۱۳۵۷ ساختمان مدرسه به تملک وزارت آموزش و پرورش درآمد و تبدیل به راهنمایی سمیه شد در حالی که کلیسای مجاور مدرسه معروف به کلیسای ژاندارک همچنان به عنوان کلیسا به عملکرد خود ادامه می‌دهد.

## فارغ‌التحصیلان و دبیران سرشناس
مدرسه ژاندارک محل تحصیل شماری از زنان سرشناس ایرانی از جمله فرح پهلوی، فخرعظمی ارغون، مریم فیروز و زینت جهانشاه بوده است. مدیریت این دبیرستان را خانم هما ضرابی (متولد تهران ۱۳۱۶) برعهده داشت که بعدها به مدیریت مدرسه رازی رسید و نخستین مدیر و مسئول فرهنگسرای نیاوران، مؤسس کتابخانه تخصصی هنر و ایرانشناسی ضرابی در کاشان و بنیان‌گذار پروژه‌های فرهنگی مختلف دیگری است. یکی از مهم‌ترین استادان این مدرسه در موضوع علوم طبیعی خانم فرخ‌رو پارسا بود که بعدها نخستین وزیر زن ایران شد و دبیر فرح پهلوی نیز بود و در همان دوران با او آشنا شد.

## نگارخانه

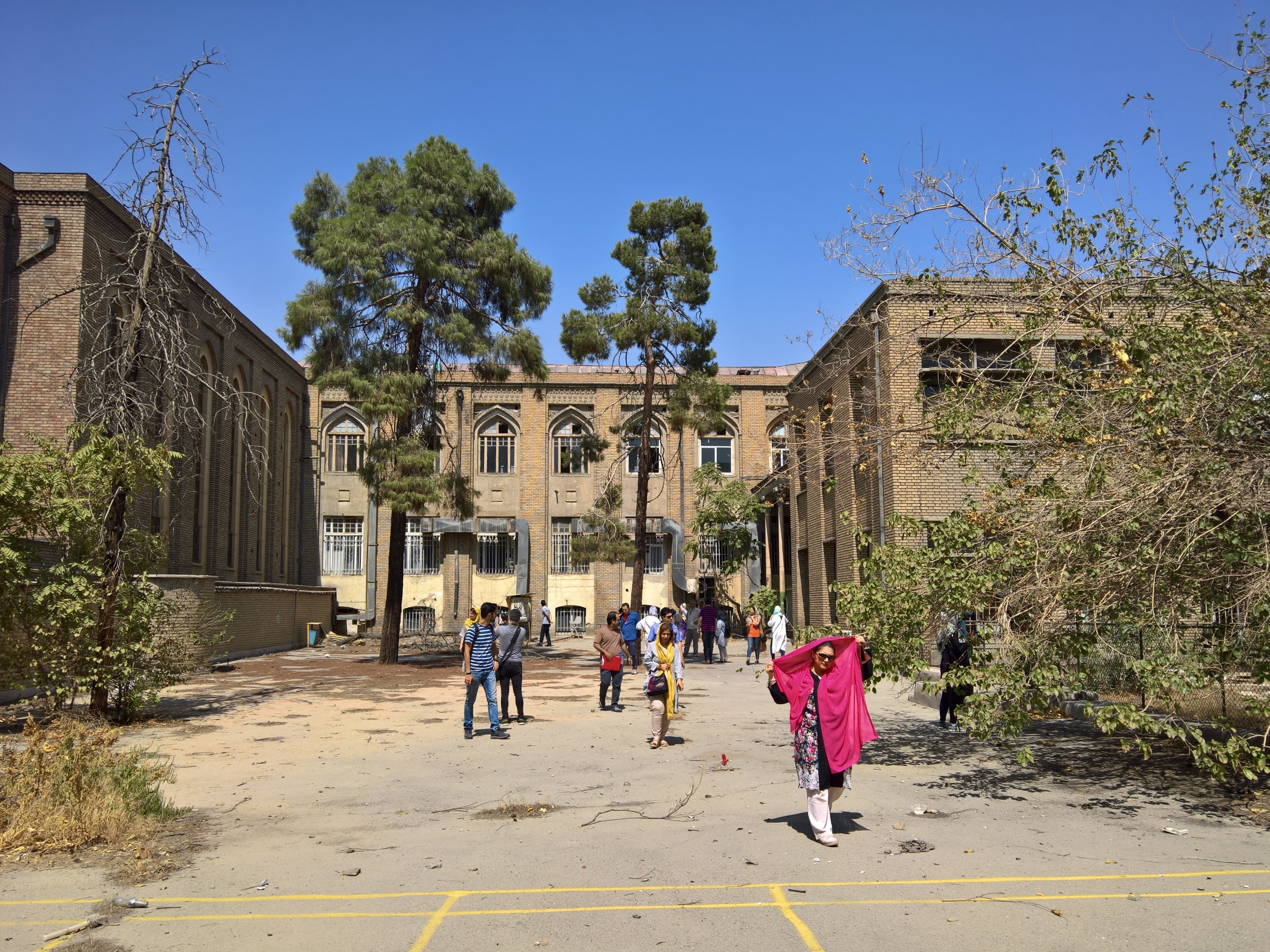
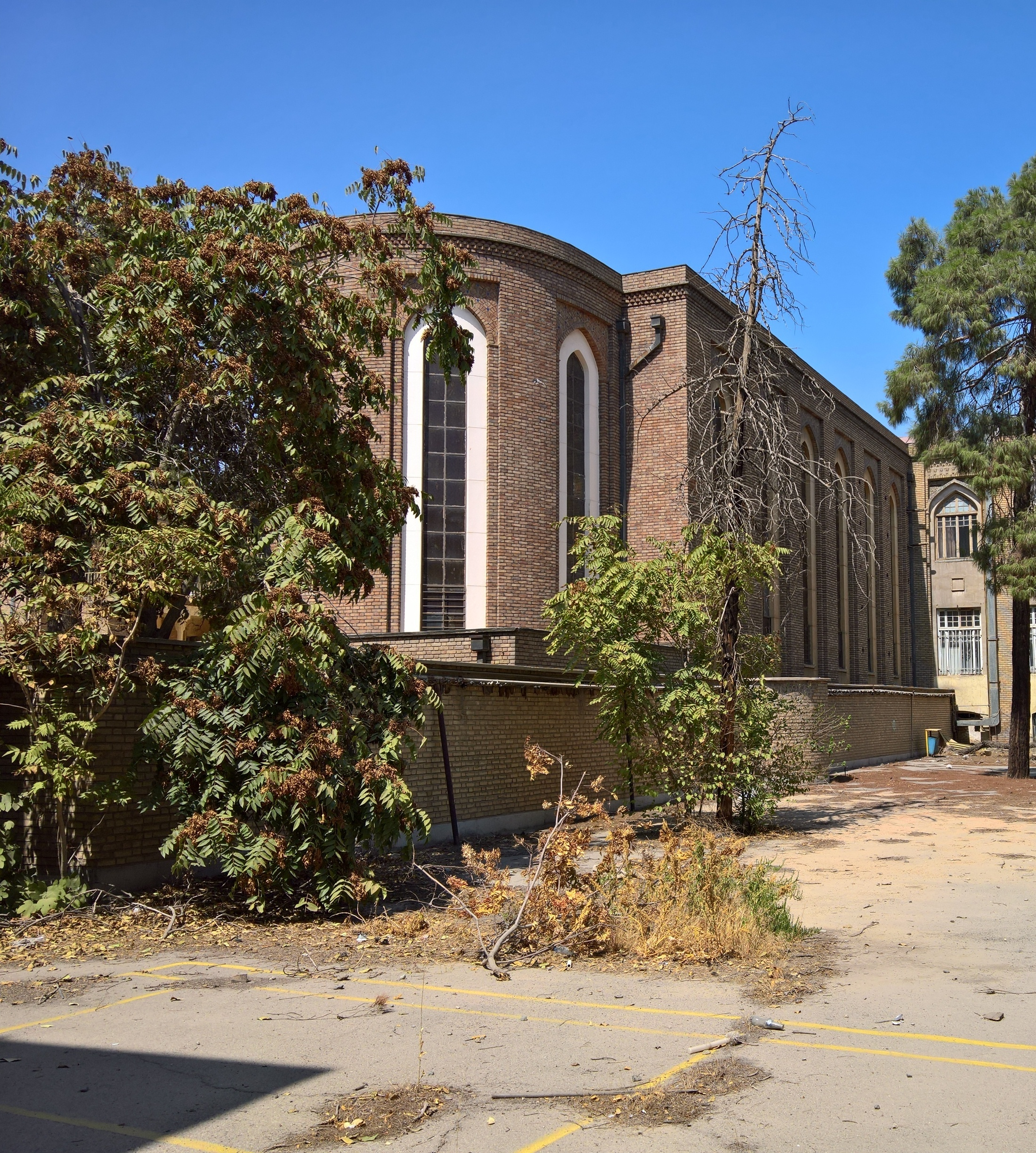
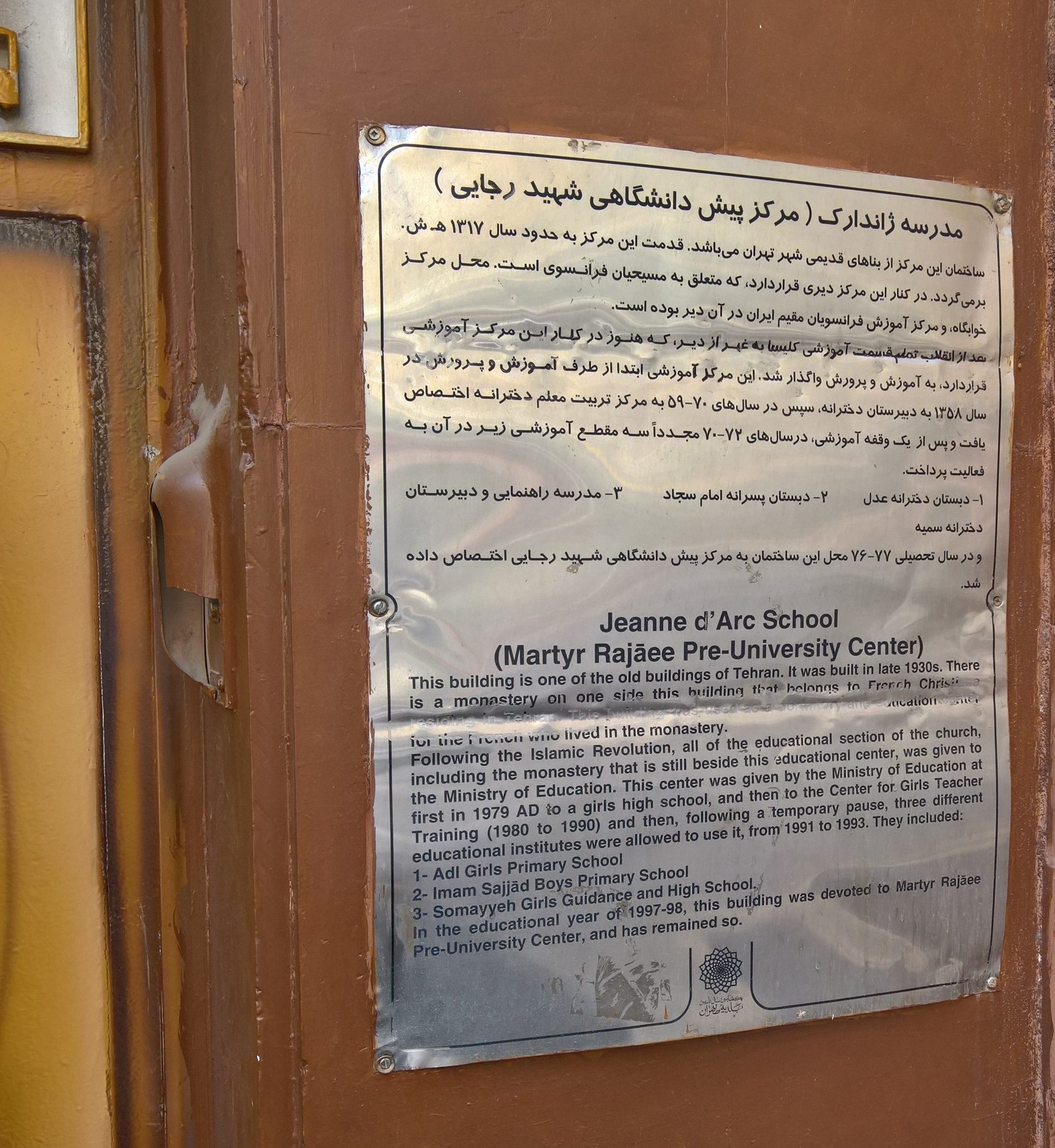
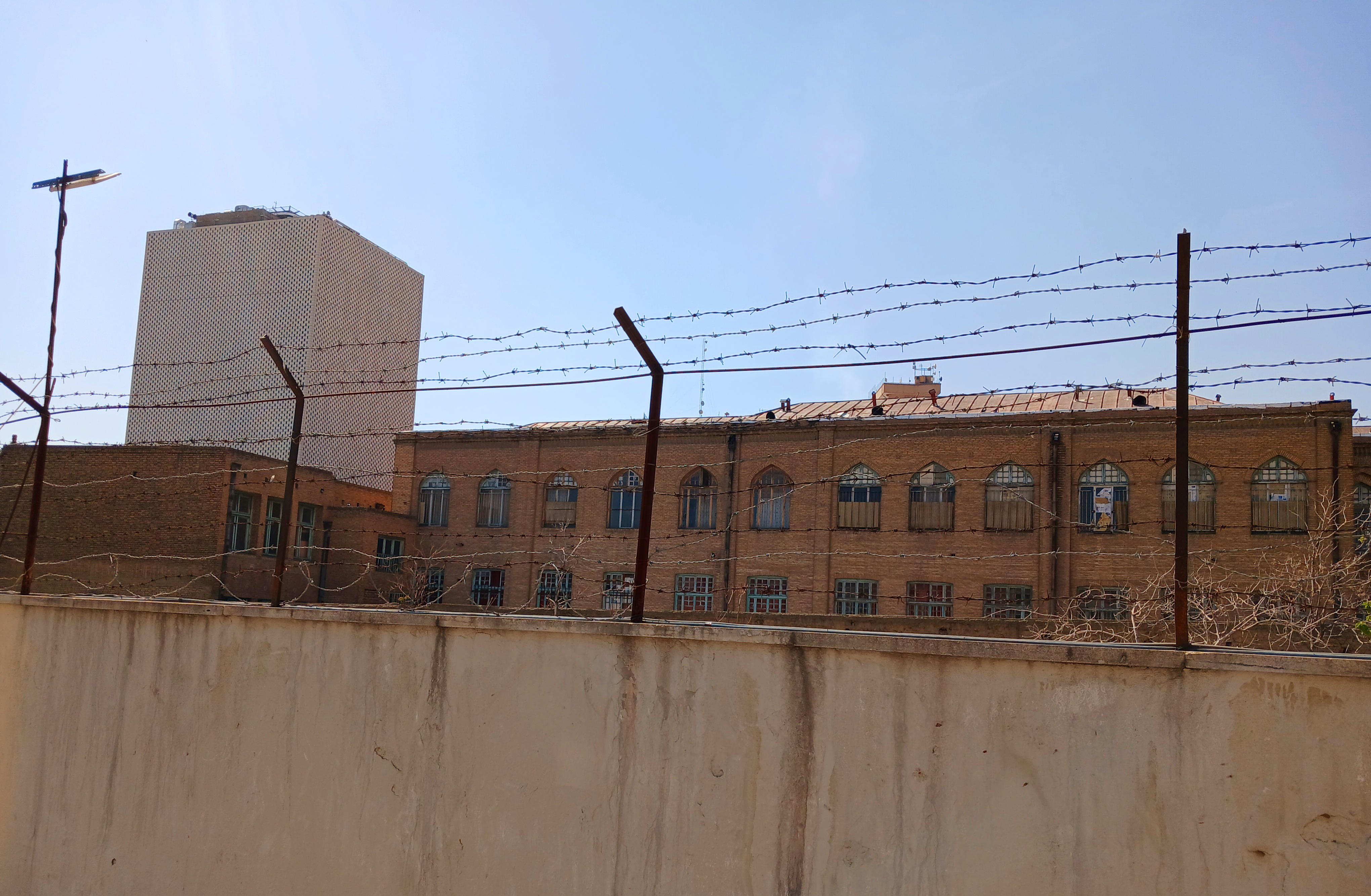
نمایی از ضلع شرقی مجموعه و از سمت کوچهٔ پیرنیا